# اندیس سرخ پی ۱
سرخ پی ۱ یک اندیس فلزی است که در حوالی شهر ششتمد استان خراسان قرار دارد و مادهٔ معدنی موجود در آن، مس است.  